# Canton d'Agen-Est
Pour les articles homonymes, voir Canton d'Agen (homonymie).
Le canton d'Agen-Est est une ancienne division administrative française située dans le département de Lot-et-Garonne, en région Aquitaine.

## Histoire
Le canton d'Agen-Est est créé en 1973 à partir du canton d'Agen-2, en même temps que sont créés les cantons d'Agen-Centre, d'Agen-Nord et d'Agen-Ouest.
En 1984, il est remplacé par les cantons d'Agen-Nord-Est et d'Agen-Sud-Est.

## Géographie
Le canton d'Agen-Est était organisé autour d'Agen dans l'arrondissement d'Agen. Son altitude variait de 37 m (Agen) à 211 m (Bajamont).

## Administration
| Période | Période | Identité                | Étiquette | Qualité                                                                            |
| ------- | ------- | ----------------------- | --------- | ---------------------------------------------------------------------------------- |
| 1973    | 1979    | Gérard Duprat           | PCF       | Ouvrier du bâtiment Adjoint au maire d'Agen Ancien député (1945-1951 et 1956-1958) |
| 1979    | 1985    | Christian Laurissergues | PS        | Employé de la SNCF Député (1973-1988)                                              |

## Composition
Il était composé de cinq, puis quatre et à nouveau cinq communes :
- Agen (fraction de commune[1]) ;
- Bajamont (qui fusionne avec Pont-du-Casse de janvier 1974 à novembre 1983[2],[3] ;
- Boé[4] ;
- Bon-Encontre [5] ;
- Pont-du-Casse [6].